# Mamontovói járás
A Mamontovói járás (oroszul Мамонтовский район) Oroszország egyik járása az Altaji határterületen. Székhelye Mamontovo.

A Mamontovói járás az Altaji határterületen

## Népesség
- 1989-ben 26 092 lakosa volt.
- 2002-ben 26 102 lakosa volt, melyből 23 983 orosz, 1 342 német, 394 ukrán, 75 fehérorosz, 49 örmény, 45 tatár, 30 mordvin, 28 azeri stb.
- 2010-ben 23 412 lakosa volt.